# Wang Chunyu
Wang Chunyu (chiń. 王春雨; ur. 17 stycznia 1995) – chińska lekkoatletka specjalizująca się w biegach średnich.
Zdobywczyni srebrnego medalu w biegu na 800 metrów podczas mistrzostw świata juniorów młodszych (2011). W 2013 została mistrzynią Azji na tym dystansie. W 2018 sięgnęła po złoty medal halowych mistrzostw Azji, a rok później została mistrzynią kontynentu na stadionie.
Rekordy życiowe w biegu na 800 metrów: stadion – 1:57,00 (3 sierpnia 2021, Tokio); hala – 2:03,20 (11 marca 2018, Xianlin).

## Osiągnięcia
| Rok  | Impreza                               | Miejsce         | Pozycja    | Wynik   |
| ---- | ------------------------------------- | --------------- | ---------- | ------- |
| 2011 | Mistrzostwa świata juniorów młodszych | Lille Metropole | 2. miejsce | 2:03,23 |
| 2013 | Mistrzostwa Azji                      | Pune            | 1. miejsce | 2:02,47 |
| 2013 | Mistrzostwa świata                    | Moskwa          | eliminacje | 2:02,05 |
| 2016 | Igrzyska olimpijskie                  | Rio de Janeiro  | półfinał   | 2:04,05 |
| 2018 | Halowe mistrzostwa Azji               | Teheran         | 1. miejsce | 2:09,30 |
| 2018 | Igrzyska azjatyckie                   | Dżakarta        | 1. miejsce | 2:01,80 |
| 2019 | Mistrzostwa Azji                      | Doha            | 1. miejsce | 2:02,96 |
| 2019 | Mistrzostwa świata                    | Doha            | półfinał   | 2:02,84 |
| 2019 | Światowe wojskowe igrzyska sportowe   | Wuhan           | eliminacje | 2:14,44 |
| 2021 | Igrzyska olimpijskie                  | Tokio           | 5. miejsce | 1:57,00 |
| 2023 | Igrzyska azjatyckie                   | Hangzhou        | 3. miejsce | 2:03,90 |